# Stéphane Sednaoui
Stéphane Sednaoui   (París, 27 de febrer de 1963) és un fotògraf, director i productor francès. És conegut pel seu enfocament sensible i creatiu en el domini del multimèdia. Durant els darrers 30 anys ha investigat diferents territoris tant fotogràfics com cinematogràfics.
Fill de l'agent fotogràfica Yannick Morisot, la seva tieta fou la pintora francesa Evelyne Morisot i el seu tiet el jazzman David Earl Johnson. Sednaoui passa la seva adolescència en teatres i mirant el cinema americà contracultural dels anys 70, mentre estudiava literatura a La Sorbona i començava fent treballs com a model i ballarí. Va ser poc després quan s'adonà que el que realment li agradava era la fotografia.
Sense rebre cap formació en aquest camp, la seva obra agafa forma quan tenia només 18 anys, en començar a treballar com a director de càsting per a una agència de publicitat. Allà coneix a Jean Paul Gaultier, que és qui li farà obrir les portes de l'elit de la moda parisenca i qui li portarà a treballar amb William Klein, qui es convertirà, juntament amb Gaultier, en un dels seus referents.
A cavall entre París i Nova York, Stéphane Sednaoui és considerat avui dia com un dels més memorables autors de videoclips pels seus treballs per a bandes com U2, Red Hot Chili Peppers, Björk o Madonna. Tot i això, no ha deixat d'investigar altres territoris artístics durant els darreres 30 anys, i les seves obres abasten des del vídeo musical al fotoperiodisme, passant pel retrat, la fotografia de moda i la cultura pop. A més, actualment es troba en la fase de desenvolupament del seu primer llargmetratge.

## Fotografia
Els primers interessos de Sednaoui per la fotografia arriben en forma d'assajos, realitzats pels seus mentors William Klein, Robert Frank i Bill Brandt. El 1985, amb 21 anys, se li ofereix la possibilitat de treballar per a la revista Tatler com a retratista i poc després per al diari francès Libération. Des de llavors se li obrien les portes i començà a col·laborar en revistes tan prestigioses com Vogue, Vanity Fair, The New York Times o Interview com a fotògraf de moda i de retrat. Durant la seva carrera ha retratat a rostres tan prestigiosos com Charlotte Gainsbourg, Courtney Love, Hilary Swank, Björk, Sofia Coppola, Robert Mitchum i Javier Bardem.
Com a fotògraf de moda la seva obra es veu molt influenciada amb el pas dels anys. En començar a treballar per a la revista italiana Per Lui amb 22 anys, el seu enfocament era més aviat caricaturesc i enèrgic. En canvi, aquest aspecte varia del 2000 cap endavant, on, influït pel seu treball com a director de vídeos musicals, dona a la seva obra un caire més cinematogràfic.
El 1988 va treballar per a la revista clandestina The Face, on s'hi mesclava la cultura pop amb referències de moda. En aquest mateix període comença a crear efectes visuals i portades de discos per a grups com Björk, Mick Jagger i Madonna.
Com a fotoperiodista, Stèphane Sednaoui va cobrir la revolució romanesa de 1989 per al diari Libération i la revista britànica Arena, i l'atemptat a les Torres Bessones de l'11 de setembre de 2001, publicat a la revista Talk i en la portada d'un número especial del diari Libération. Allà Sednaoui va treballar com a voluntari durant tres nits en labors de cerca i rescat de les víctimes cavant entre els enderrocs, esperant desesperadament trobar supervivents. Armat amb la seva petita càmera Ricoh, mentre els treballadors paraven per escoltar sons que podien ajudar a localitzar a persones atrapades sota les restes de les Torres, prenia fotografies. En l'actualitat, al 9/11 Memorial Museum, situat a la Zona Zero es pot gaudir de l'exposició de fotos realitzades per Stéphane Sednaoui.

## Vídeo
El 1991 decideix fer un gir a la seva carrera i enfocar-la cap al vídeo. Primer, dirigint vídeos musicals i després anuncis comercials. Després del seu primer videoclip per a la cançó “Le Monde De Demain” del grup de hip-hop francès Suprême NTM, es trasllada als Estats Units on el seu següent treball en aquest camp li fa guanyar el 1992 el premi MTV al millor videoclip per “Give It Away”, del grup californià Red Hot Chili Peppers. Des de llavors ha treballat per a bandes com U2, Massive Attack, The Smashing Pumpkins, Björk, Madonna…
Estableix una correspondència entre el seu treball com a fotògraf i les seves propostes com a vídeo creador i, entenent el format del videoclip com el camp d'experimentació per al futur director, reivindica moviments d'avantguarda, com el dadaisme i el surrealisme, com l'avantsala del videoclip.
Altres influències que afloren en l'univers artístic de Stéphane Sednaoui són les que provenen de disciplines com la pintura i el cinema. De la primera, destaca en gran manera la influència de Francis Bacon com es pot apreciar en el vídeo “Lotus” per a R.E.M.; de la segona es poden trobar exemples en el vídeo “Disco Science” per Mirwais, on va tenir com a referència “L'imperi dels sentits” (Ai no corrida, 1976, Nagisa Oshima), o en el vídeo “Ironic” per Alanis Morissette, on va buscar referències al cinema de John Huston, més concretament en “Sang sàvia” (Wise blood, 1979).
En el camp de la publicitat, ha realitzat espots per a firmes com Revlon, Ralph Lauren o Victoria's Secret.
En els últims anys, cansat de treballar per a uns altres, busca nous formats per expressar-se individualment a través del vídeo art i la fotografia artística, mostrant els seus projectes en exposicions a Nova York, París, Pequín i Xangai. A principis dels 2000, Sednaoui prova sort amb la direcció i producció d'alguns curts, i actualment es troba en la fase de desenvolupament del seu primer llargmetratge.

## Obres

### Fotografia
2000 
- Anthroposexomorphic[14]

2001
- Untitled (at ground zero)[15]

2007
- Prc[16]

2013
- Clues I[17]

2014 
- Clues II[18]

2015 
- Certainty not[19]

### Exposicions
2002
- Archeology of Elegance. Deichtorhallen Hamburg International Kunst and Fotografie, Hamburg.

2007
- Jean-Paul Gaultier/Régine Chopinot: Le Défilé, Musée des Arts Décoratifs, Paris.
- Remote control, MOCA Shanghai.
- Animamix, MOCA Shanghai.

2008
- The Flowers of Evil Still Bloom. Cueto Project, New York.
- In Motion, Today Art Museum, Shanghai.
- Anthroposexomorphic & Acqua Natasa, Galerie 208, Paris.

2009
- Who Shot Rock & Roll, Brooklyn Museum, New York.

2013
- Clues, SAM Art Projects, Paris, solo exhibition.
- The world of Jean-Paul Gaultier, Brooklyn Museum, New York.
- Spectacle: The Music Video, Museum of the moving image, New York & Cincinnati Contemporary Art Center, Cincinnati.
- The world of Jean-Paul Gaultier, Kunsthalle Rotterdam, Rotterdam & De Young Museum, San Francisco & Arkitektur Museet, Stockholm.

2014
- The world of Jean-Paul Gaultier, National Gallery of Victoria, Melbourne.
- The world of Jean-Paul Gaultier, Barbican Art Gallery, London.
- Witness at Ground Zero, 9/11 Memorial Museum, New York.
- Spectacle: The Music Video, Experience Music Project Museum, Seattle.

2015
- Witness at Ground Zero, 9/11 Memorial Museum, New York.

### Filmografia

#### Curts
- Acqua Natasa (director, productor) (2002)

- Walk On the Wild Side (director, productor) (2005). Pel·lícula de 10 minuts basada en la cançó "Walk on the Wild Side" de Lou Reed que compta amb diverses figures de la vida nocturna de Nova York com Charles Winters i diverses drag queens.

- Army of Me (director, productor) (2005). Pel·lícula d'animació basada en la cançó de Björk "Army of Me".

#### Videoclips
- Le monde de demain per a Suprême NTM (1990)
- Kozmik per a Ziggy Marley (1991)
- Give It Away per a Red Hot Chili Peppers (1991)
- Mysterious Ways per a U2 (1991)
- Breaking the Girl per a Red Hot Chili Peppers (1992)
- Sometimes Salvation per a The Black Crowes (1992)
- Way of the Wind (version 1) per a P.M. Dawn (1993)
- Fever per a Madonna (1993)
- Today per a The Smashing Pumpkins (1993)
- Big Time Sensuality per a Björk (1993)
- Nouveau Western per a MC Solaar (1994)
- 7 seconds (version 1) per a Youssou N'Dour & Neneh Cherry (1994)
- Sly per a Massive Attack (1994)
- Fragile per a Isaac Hayes (1995)
- Queer per a Garbage (1995)
- Fallen Angel per a Traci Lords (1995)
- Hell Is Round the Corner per a Tricky (1995)
- Pumpkin per a Tricky (1995)
- Here Come the Aliens per a Tricky (1996)
- Ironic per a Alanis Morissette (1996)
- Whatever You Want per a Tina Turner (1996)
- GBI: German Bold Italic per a Towa Tei & Kylie Minogue (1996)
- Possibly Maybe per a Björk (1996)
- Milk per a Garbage (1996)
- Sleep to Dream per a Fiona Apple (1997)
- Discothèque (version 1) per a U2 (1997)
- Gangster Moderne per a MC Solaar (1997)
- Never Is a Promise per a Fiona Apple (1997)
- Thank U per a Alanis Morissette (1998)
- Lotus per a R.E.M. (1998)
- I'm Known per a Keziah Jones (1998)
- Falling in Love Again per a Eagle-Eye Cherry (1998)
- You Look So Fine per a Garbage (1999)
- Sweet Child o' Mineper a Sheryl Crow (1999)
- Scar Tissue per a Red Hot Chili Peppers (1999)
- For Real per a Tricky, featuring DJ Muggs & more (1999)
- Nothing Much Happens per a Ben Lee (1999)
- Summer Son per a Texas (1999)
- Around the World per a Red Hot Chili Peppers (1999)
- The Chemicals Between Us per a Bush (1999)
- Mixed Bizness per a Beck (2000)
- Tailler la zone per a Alain Souchon (2000)
- Let's Ride per a Q-Tip (2000)
- Disco Science per a Mirwais (2000)
- I Can't Wait per a Mirwais (2000)
- Dream On per a Depeche Mode (2001)
- Little L per a Jamiroquai (2001)
- Anti-matter per a Tricky (2003)
- Get It Right per a YAS (2009)
- Distant Lover per a Emmanuelle Seigner (2014)

## Compilacions
- The Work of Director Stephane Sednaoui (2005) de Directors Label Series. Sèrie llençada per Palm Pictures.[20]